# Amauris hyalites
Espèce
Amauris hyalites est une espèce de lépidoptères de la famille des Nymphalidae. On la trouve dans le Sud du Cameroun, sur l'île de Bioko, au Gabon, en Angola, en République démocratique du Congo, dans l'Ouest de la Tanzanie et dans l'Ouest de la Zambie. L'habitat est constitué de forêts de basse et moyenne altitude.
Les mâles adultes sont attirés par le sable humide.
Les chenilles se nourrissent d'Asclepiadaceae.